# Polygala cruciata
Polygala cruciata es una especie de planta fanerógama perteneciente a la familiaPolygalaceae. 

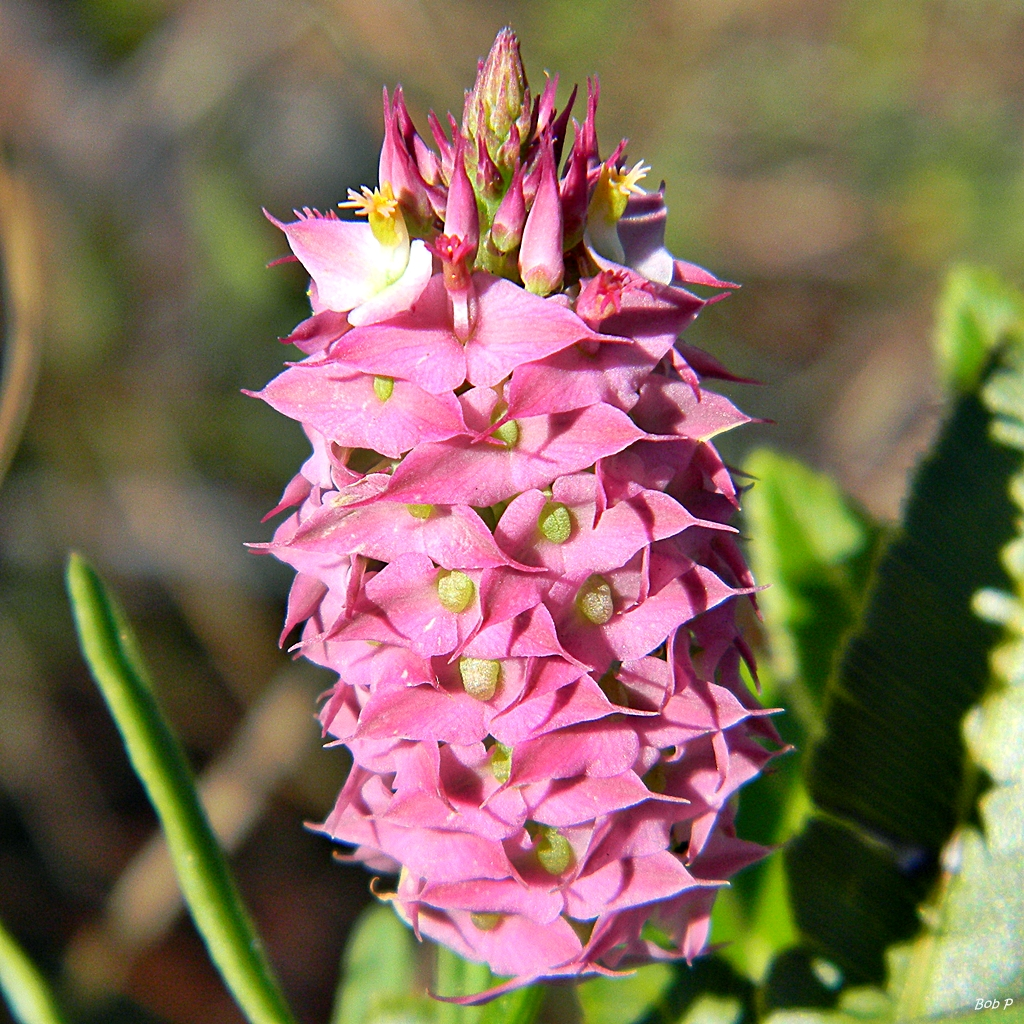
Inflorescencia

## Distribución y hábitat
Es nativa del este de América del Norte, donde se encuentra en localidades dispersas, sobre todo alrededor de la llanura costera, la de los Grandes Lagos y los del sur de los Montes Apalaches. Se encuentra con mayor frecuencia en, praderas y pantanos de arena mojada.

## Descripción
Es una planta anual que produce flores de color rosa-púrpura en el verano. 

## Taxonomía
Polygala cruciata fue descrita por Carlos Linneo y publicado en Species Plantarum 2: 706. 1753.
Etimología
Polygala: nombre genérico que deriva del griego y significa
"mucha leche", ya que se pensaba que la planta servía para aumentar la producción de leche en el ganado.
cruciata: epíteto latíno que significa "cruzada".
Variedad aceptada
- Polygala cruciata f. alba (Oakes) Fernald & B.G. Schub.

Sinonimia
- Polygala cruciata var. cruciata
- Polygala cruciata f. cruciata[6]